# UAZ-452
UAZ-452 (rusky УАЗ-452, v Rusku lidově nazývaná Buchanka nebo Tabletka) je terénní automobil vyráběný automobilkou UAZ. Výroba modelu 452 s pohonem všech čtyř kol začala v roce 1965 a pokračuje pod změněným označením dodnes. Od počátku se vůz vyrábí v různých provedeních - jako sanitní vůz, minibus, dodávka s několika konfiguracemi vnitřního prostoru či pick-up. Automobil existuje v civilní nebo vojenské verzi, která byla v minulosti využívána především sovětskou armádou a silami jiných socialistických zemí, včetně československé lidové armády.

## Výroba
UAZ-452 od roku 1965 ve výrobním programu automobilky UAZ v Uljanovsku nahradil model 450, který měl prodlouženou pohonnou soustavu z vozu GAZ 69 a model 451 (civilní verze pouze se zadním náhonem). Typ 452, kterému se pro jeho design někdy přezdívalo „bochník“ (rus. Буханка) či „tabletka“ (rus. Таблетка), nabízel několik variant využití pro vojenské i civilní účely. Základní provedení označované pouze 452 byla standardní dodávka pro dva cestující s velkým úložným prostorem. Typ 452A představoval vojenský sanitní vůz, který byl schopen pojmout až šest nosítek. Existovala také speciální verze 452 AS, přizpůsobená k práci v chladných severských oblastech SSSR. Nabídka pokračovala velkokapacitním mikrobusem 452V, jenž mohl pojmout až deset cestujících. Cestující seděli ve čtyřech řadách, přičemž třímístná lavice za sedadly řidiče a spolujezdce byla obrácená proti směru jízdy. Pro přepravu materiálu byl nejlépe přizpůsoben dvoumístný pick-up 452D.
V roce 1985 došlo k přejmenování všech provedení, která pod těmito názvy zůstávají v nabídce automobilky UAZ dodnes. Základní dodávka 452 se od roku 1985 jmenuje UAZ 3741 a nabízí trojici bočních dveří, dvoudílné zadní dveře, prostor pro dva cestující a nosnost až 850 kg. Sanitka nyní nese název 3962, mikrobus se nazývá 2206 a valník buď 3303 (dvoumístná kabina), nebo 39094 (pětimístná kabina). Všechny modely prochází nutným technickým vývojem, aby mohly nadále konkurovat generačně mladším automobilům (např. přidání posilovače řízení nebo ABS). Výroba dodnes probíhá v továrně UAZ v Uljanovsku. Po delší pauze je vůz nabízen také na českém a evropském trhu jako vynikající terénní vozidlo v desítkách provedení. V nabídce byl také naftový motor.

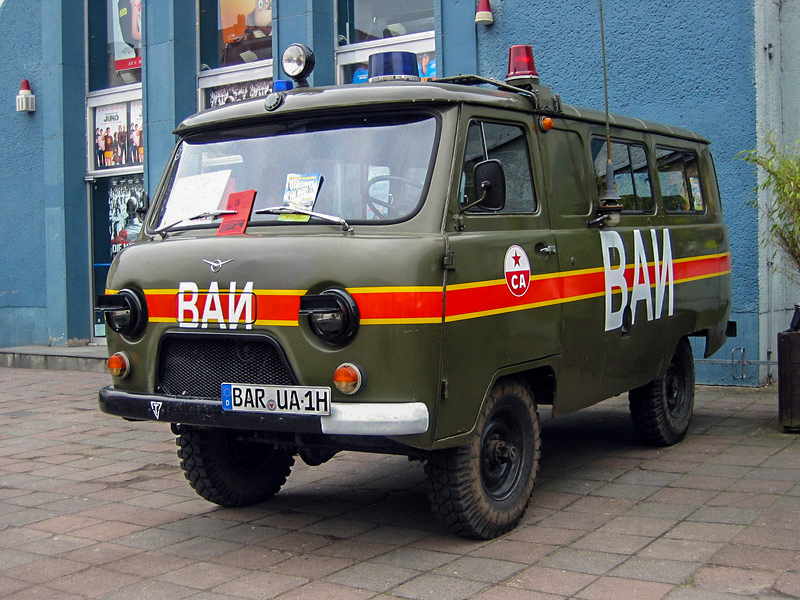
UAZ-452 v barvách sovětské vojenské policie (2008)
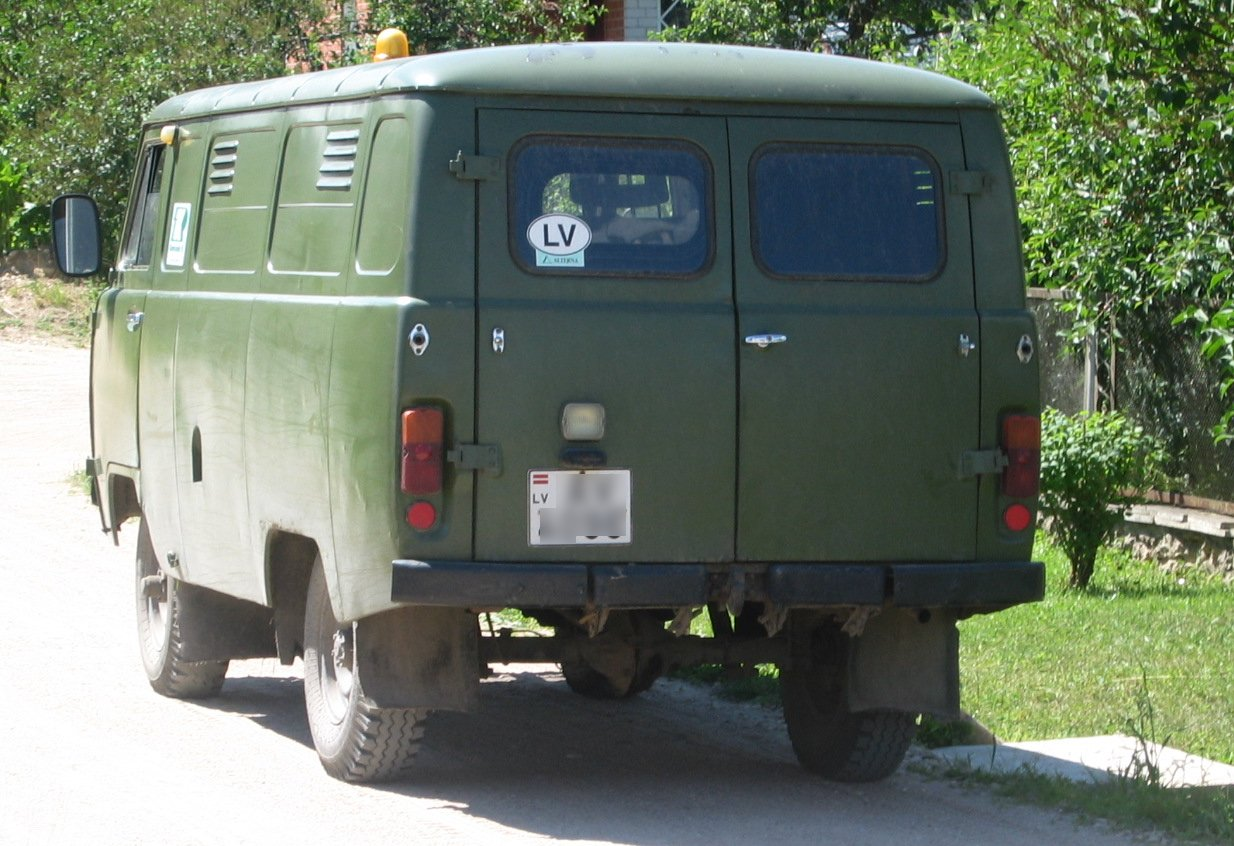
Zadní část vozu UAZ-452 v Lotyšsku (2005)
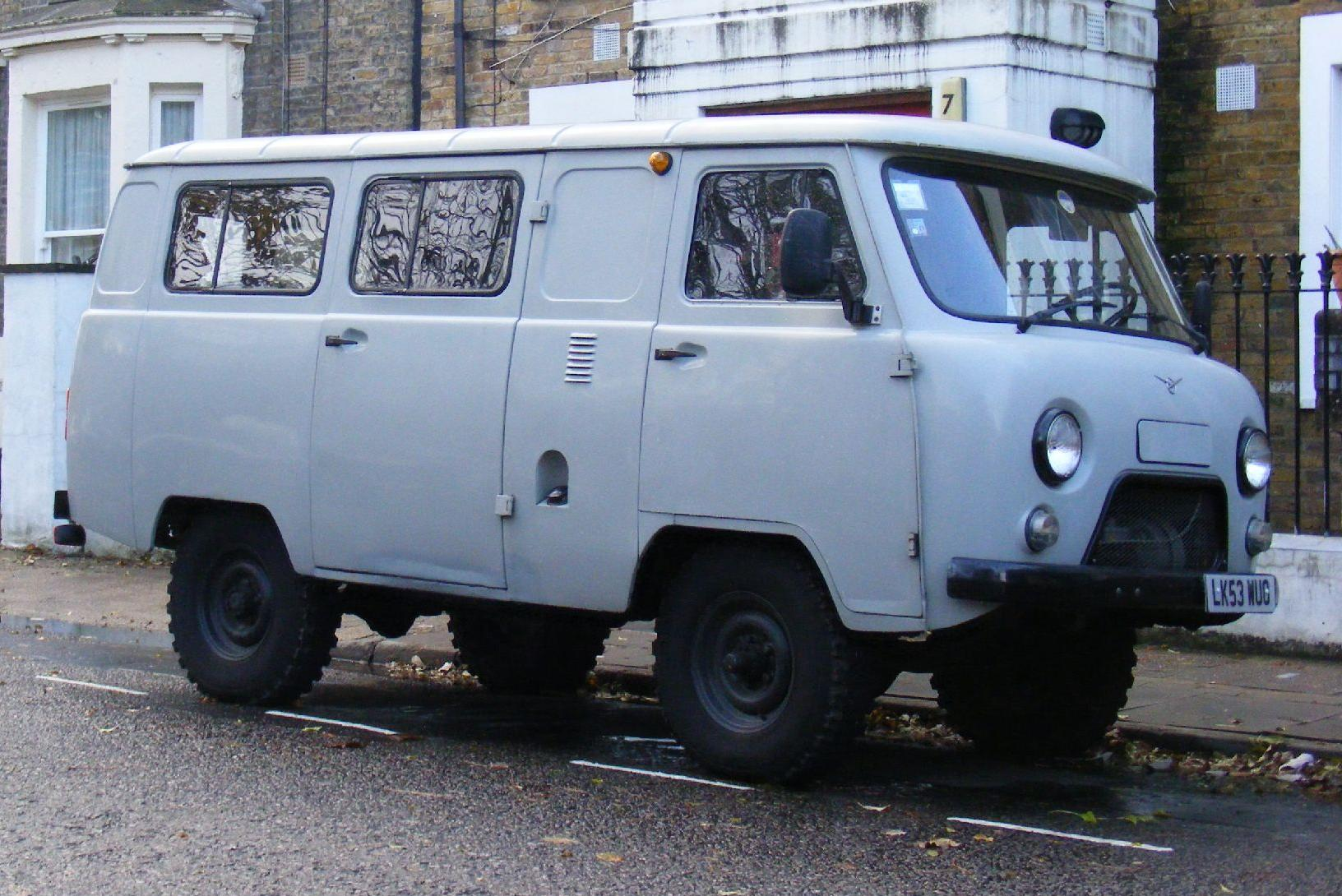
UAZ-452 ukrajinské armády (2009)
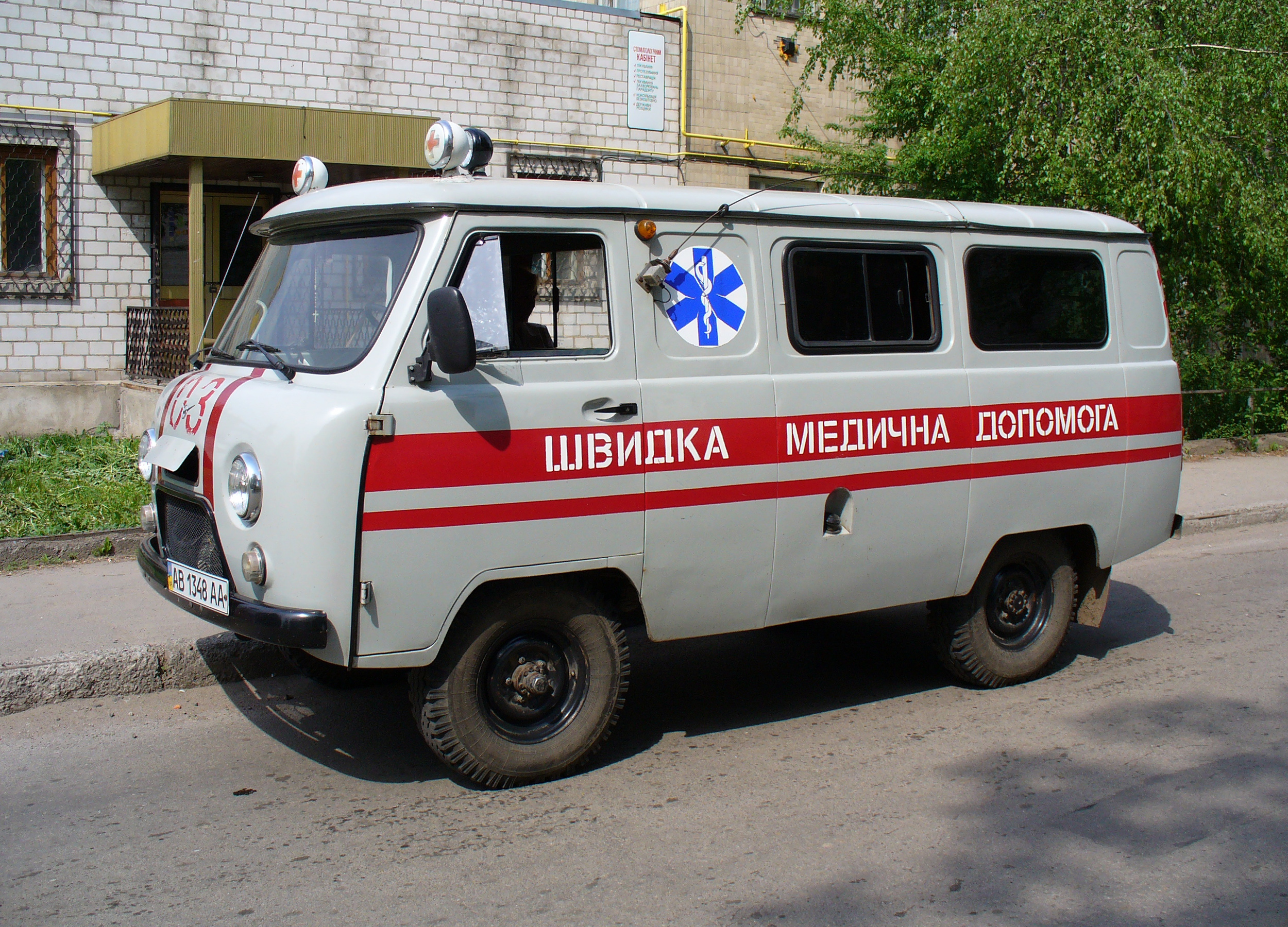
Sanitní UAZ-452A (3962)
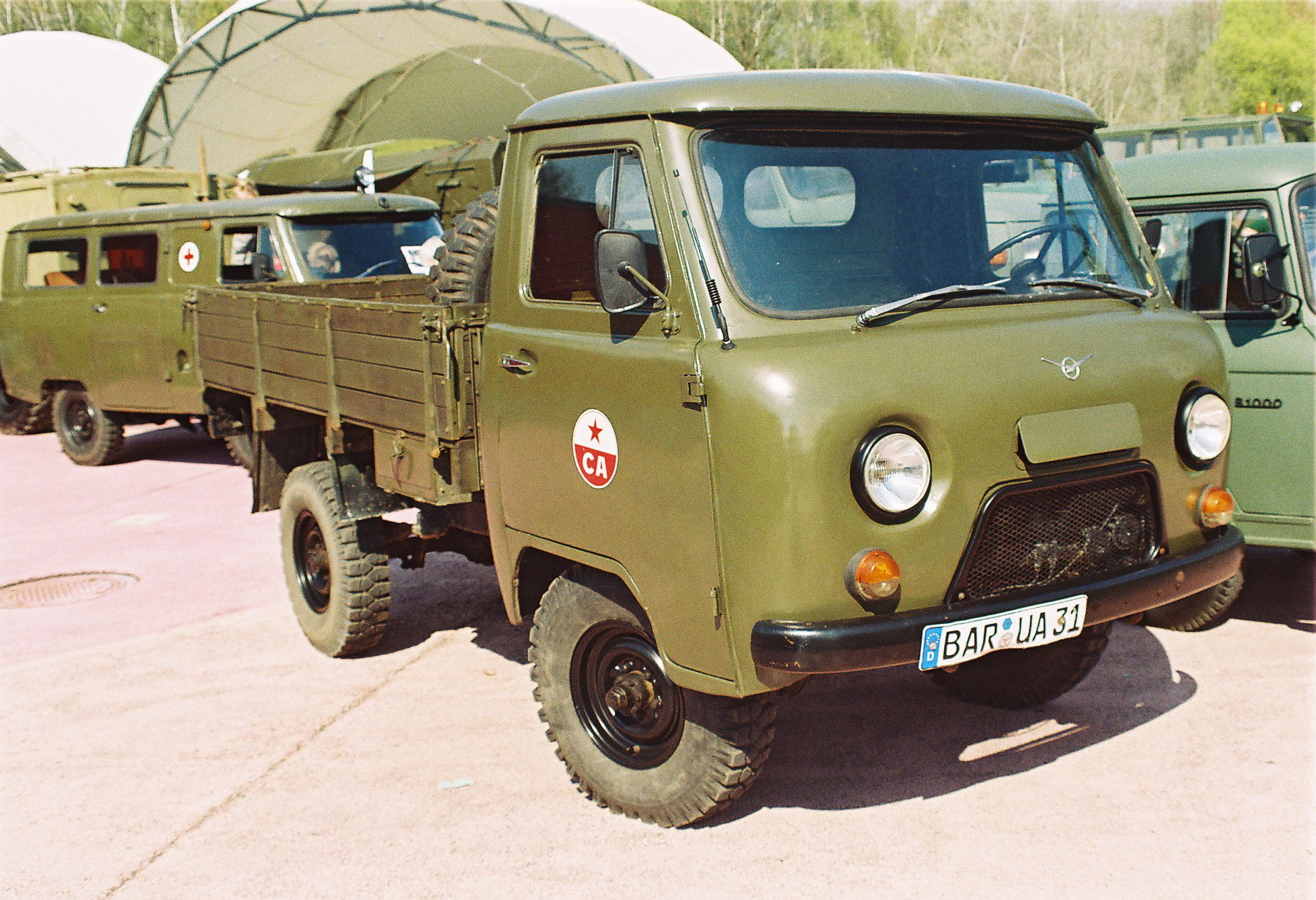
Valník UAZ-452D
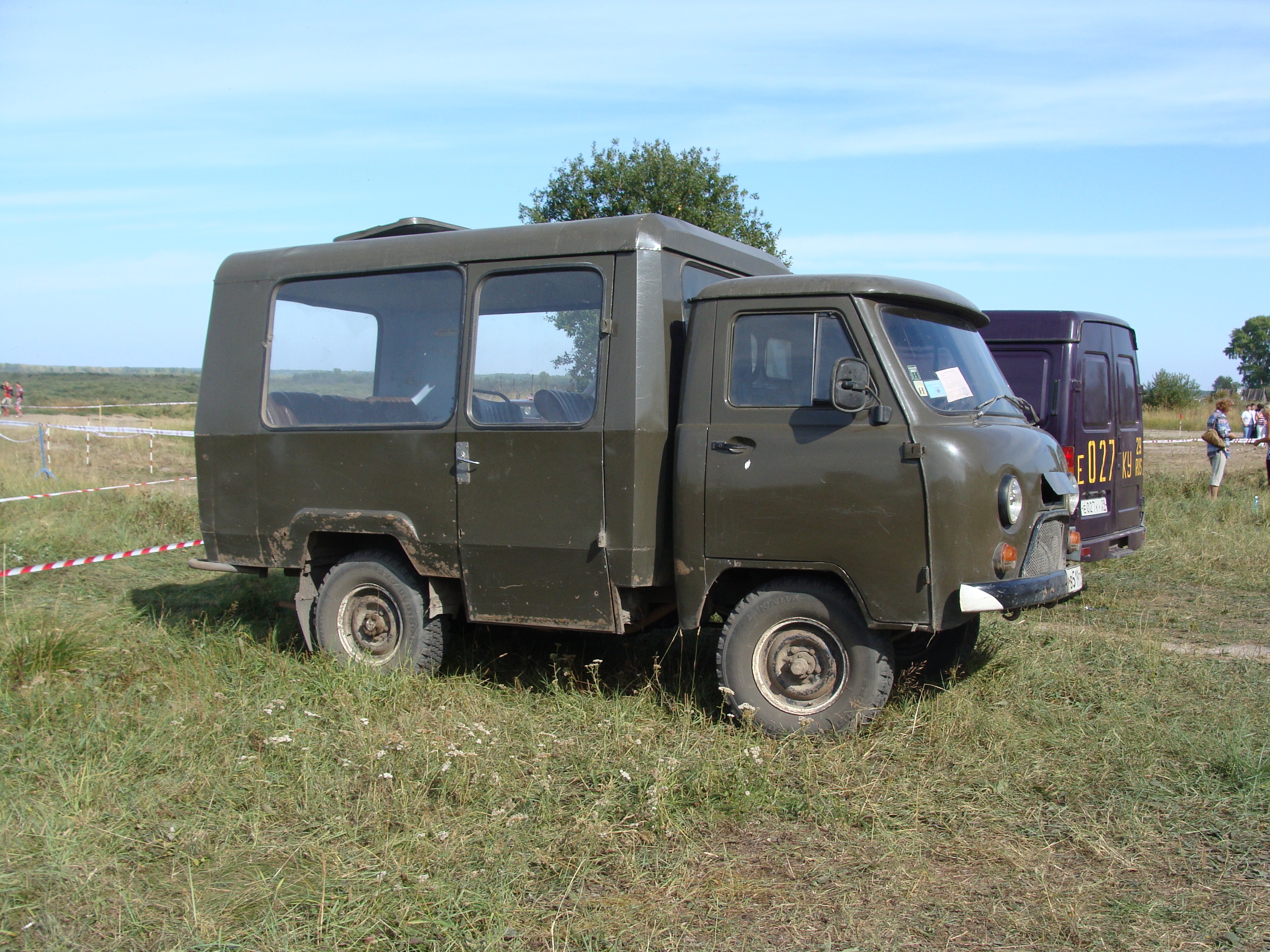
T12.02 na základě UAZ-452 upravený pro osobní dopravu (2010)
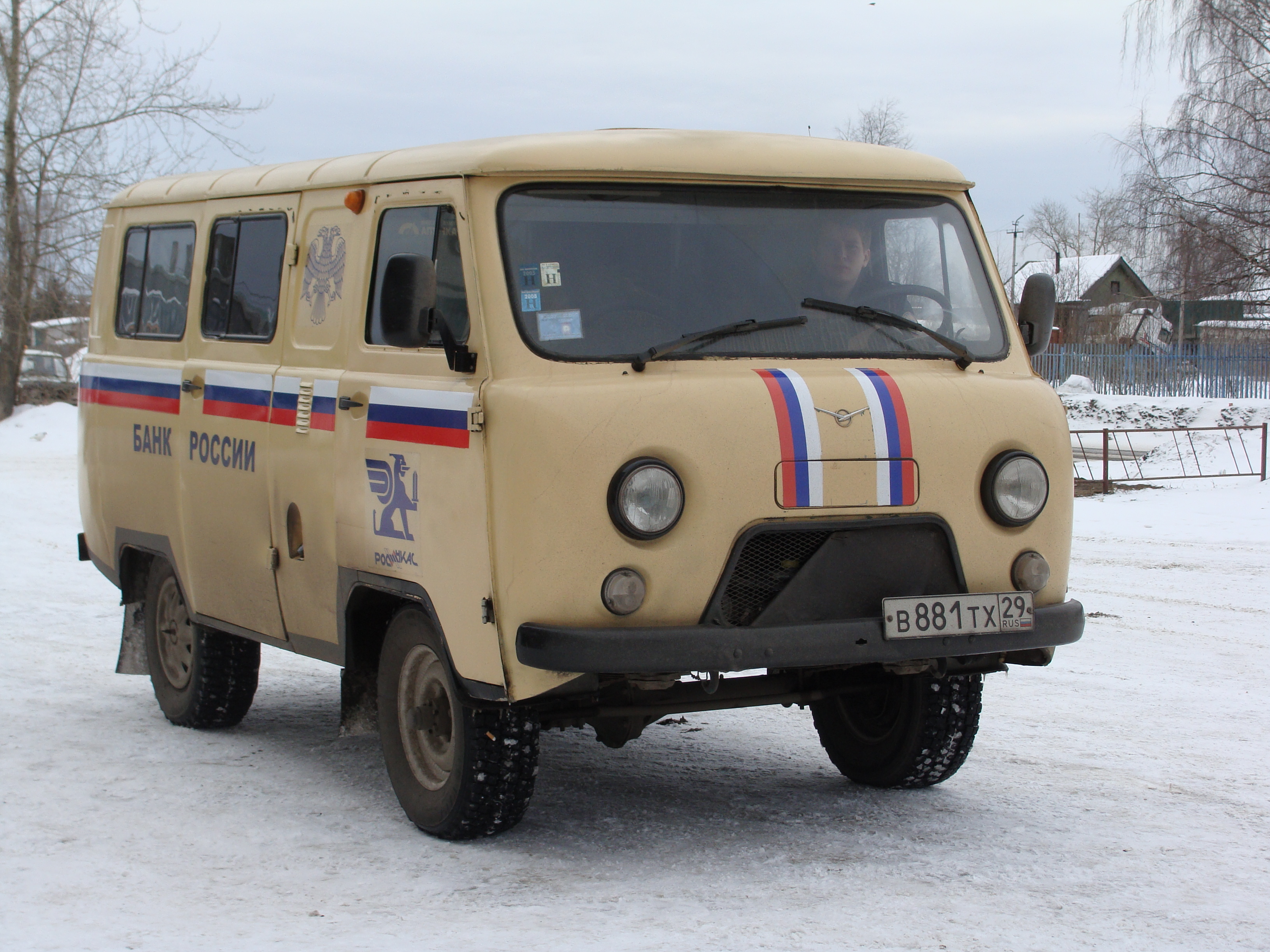
UAZ-452 (39625)

## Technika
Pohon vozu obstarává řadový čtyřválec z osobního automobilu GAZ-21 Volha. Benzínový motor o objemu 2 445 cm3 nabízel výkon až 72 koní a byl uložen těsně za přední nápravou. Interiéru byl kvůli takovémuto uložení pohonné jednotky rozdělen v místech mezi sedadlem řidiče a spolujezdce na dvě části. Ti seděli přímo nad předními koly, UAZ-452 tak spadá mezi tzv. trambusová vozidla. Automobil nabízí robustní podvozek s dvěma hnanými tuhými nápravami s podélnými listovými pery, hydraulickou brzdovou soustavu a suchou jednokotoučovou spojku.
V souladu s přísnějšími emisními normami je cca od roku 2004 vůz osazován novým motorem splňujícím Euro4 o kubatuře 2,7 litru a elektronicky řízeným vstřikováním paliva o výkonu 112 koní při otáčkách 4250 rpm a pětirychlostní převodovkou, čímž je schopen dosahovat max. rychlosti až 127 km/h při průměrné spotřebě 11,2 litrů bezolovnatého benzínu (o minimálním oktanovém čísle 92) na 100 km. 
| Délka                       | 4 360 mm                  |
| Šířka                       | 1 940 mm                  |
| Výška                       | 2 090 mm                  |
| Rozvor                      | 2 300 mm                  |
| Rozchod (vpředu i vzadu)    | 1 442 mm                  |
| Světlá výška                | 220 mm                    |
| Celková hmotnost            | 1 700 kg                  |
| Pohon                       | 4×4                       |
| Zdvihový objem motoru       | 2 445 cm3                 |
| Počet válců                 | 4                         |
| Max. výkon při 4000 ot./min | 72 koní (53 kW)           |
| Palivo                      | benzín a nafta            |
| Nejvyšší rychlost           | 95 km/h                   |
| Převodovka                  | čtyřstupňová mechanická   |
| Palivová nádrž              | 56 l hlavní 30 l přídavná |
| Spotřeba na 100 km          | 25–28 l                   |